# Forgotten Baby Syndrome
Das Forgotten Baby Syndrome (deutsch: Vergessenes-Baby-Syndrom) bezeichnet ein Phänomen bei dem Eltern ihre Kinder unbeabsichtigt in Fahrzeugen zurücklassen, was schwerwiegende Folgen wie Überhitzung und Hitzetod nach sich ziehen kann. Es handelt sich dabei nicht um eine eigenständige psychiatrische Diagnose, sondern eine allgemeine Bezeichnung für mehrere ähnliche Vorfälle.

## Problematik
Besonders in den Sommermonaten besteht die Gefahr, dass von den Eltern zurückgelassene Kinder in Autos an Überhitzung sterben. Schon 14 bis 16 °C Außentemperatur können für Kinder gefährlich sein.
Kleinkinder können ihre Körpertemperatur wesentlich schlechter regulieren als Erwachsene, weshalb Hitze für sie besonders gefährlich ist. Der Körper eines Kindes erwärmt sich drei- bis fünfmal schneller als der eines Erwachsenen, und ihre Körpertemperatur kann innerhalb weniger Minuten kritisch ansteigen. In Autos steigt die Temperatur schon bei milden Außentemperaturen schnell an und kann innerhalb von 30 Minuten um bis zu 22 °C höher sein als die Umgebungstemperatur. Ein leicht geöffnetes Fenster hat dabei kaum Einfluss auf den Temperaturanstieg.
In den USA sind seit 1998 mehr als 1000 Kinder aufgrund von Überhitzung in Fahrzeugen verstorben. Über die Hälfte dieser waren zum Zeitpunkt ihres Todes jünger als 2 Jahre.
Dies entspricht durchschnittlich 37 Kindern pro Jahr.
Jeder einzelne dieser Todesfälle wäre grundsätzlich vermeidbar.
Fast 25 % der Eltern von Kindern im Alter unter drei Jahre geben zu, ihr Kind mindestens einmal im Auto vergessen zu haben. Rund 23 % geben zu, ihr Kleinkind absichtlich im Fahrzeug zurückgelassen zu haben. Es existieren Unterschiede zwischen den Geschlechtern dahingehend, dass Väter im Vergleich zu Müttern dreimal eher ihr Kind in einem geparkten Fahrzeug hinterlassen. 7 von 10 Eltern sind sich zwar der Gefahren bewusst, machen aber dennoch Ausnahmen bei ihren eigenen Kindern.
Für Deutschland gibt es bisher keine repräsentativen Daten zu diesem Thema.

## Ursachen
Die Ergebnisse einer Studie aus Kanada deuten darauf hin, dass es sich bei mehr als der Hälfte der Vorfälle dieser Art um ein Versehen handelt. Stress, Ablenkung, Müdigkeit oder Abwandlungen in der Alltagsroutine können dabei eine Rolle spielen. Mangelnde
Fürsorglichkeit steht nicht in Zusammenhang mit dem versehentlichen Zurücklassen eines Kindes im Auto. Das bewusste Zurücklassen eines Kindes kann hingegen auf Vernachlässigung oder fahrlässiges Verhalten hindeuten.
Im Rahmen einer amerikanischen Studie aus dem Jahr 2020 wurden drei Kategorien von Eltern, die ihre Kinder im Auto zurücklassen, identifiziert:
1. Vergessliche Eltern: Diese Eltern lassen ihre Kinder versehentlich im Auto zurück, weil sie sie tatsächlich vergessen haben. Gründe dafür sind beispielsweise Ablenkung, Stress oder Änderungen in der Alltagsroutine.
2. Uninformierte oder risikobereite Eltern: Diese Eltern  gehen ein kalkuliertes Risiko ein und sind sich nicht bewusst, wie gefährlich das Zurücklassen eines Kindes im Auto ist. Sie unterschätzen, wie schnell sich das Fahrzeuginnere erhitzen kann oder glauben, dass z. B. ein geöffnetes Fenster vor Überhitzung schützt.
3. Kriminelle Eltern: Diese Eltern handeln entweder kriminell fahrlässig oder begehen vorsätzlichen Kindstötung (Filizid). Die Gefahr wird bewusst ignoriert oder das Kind soll absichtlich geschädigt werden.[10]

Vor Gedächtnisausfällen sind allerdings auch fürsorgliche Eltern nicht geschützt. 55 % der Vorfälle dieser Art sind auf Vergessen der Kinder im Auto zurückzuführen. In weiteren 28 % klettern die Kinder versehentlich in das Auto und schaffen es alleine nicht mehr das Fahrzeug zu verlassen.

### Neurologischer Hintergrund
Der Psychologieprofessor David Diamond, der auch im Bereich der Molekularpharmazie und Molekularphysiologie tätig ist, beforscht das Forgotten Baby Syndrom seit 2004.
Laut seinen Untersuchungen an der University of South Florida zu den neurologischen Mechanismen hinter dem Phänomen beruht dieses auf dem Zusammenspiel verschiedener konkurrierender Gehirnsysteme. Das für unbewusste Routinehandlungen verantwortliche Basalganglien-System kann das bewusste Gedächtnis, welches von Frontalkortex und Hippocampus gesteuert wird, unterdrücken. Diese beiden Bereiche sind sowohl für die bewusste Planung als auch die Wahrnehmung neuer Informationen zuständig. Im Machtkampf zwischen diesen beiden Gehirnsystemen kann es dazu kommen, dass die Routinehandlungen (z. B. der direkte Weg in die Arbeit) dominieren und das Gedächtnis an eine geplante Abweichung von dieser Routine unterdrückt wird (z. B. das Absetzen des Kindes in einer Betreuungseinrichtung). Die Basis für das Phänomen stellen zwei Teile des Arbeitsgedächtnisses dar: das prospektive und das semantische Gedächtnis. Das prospektive Gedächtnis ermöglicht es an zukünftige Aufgaben zu denken, während das semantische Gedächtnis für das „Autopilot-Verhalten“ ohne bewusste Detailwahrnehmung zuständig ist. Konflikte dieser beiden Systeme sind normal, aber können Probleme mit sich bringen.
Stephen Cowen, ein Psychologieprofessor der University of Arizona, beschreibt Stress als relevanten Einflussfaktor auf die Aufmerksamkeitssteuerung und das Gedächtnis. Er erklärt, dass die Wahrnehmung in Stresssituationen stärker auf unmittelbare Sinneseindrücke oder potenzielle Gefahren in der Umgebung gerichtet ist und entferntere Erinnerungen, beispielsweise das sich noch im Auto befindende Kind, weniger beachtet werden.
Bei ruhigem Verhalten der Kinder außerhalb des Sichtfelds können außerdem sogenannte „falsche Erinnerungen“ entstehen. Hierbei erstellt das Gehirn beispielsweise eine „Erinnerung“ daran, wie das Kind sicher in der Betreuungseinrichtung abgegeben wurde.

## Relevanz der Platzierung von Kindersitzen
Die Platzierung von Kindersitzen in Autos hat sich über die Zeit verändert. Bis in die 1990er Jahre wurden Kindersitze typischerweise auf dem Beifahrersitz platziert. Nach Berichten über tödliche Unfälle aufgrund auslösender Airbags wurden Kindersitze häufiger auf den Rückbänken von Autos angebracht, um dieses Risiko zu verringern. Dadurch befinden sich die Kinder während der Autofahrt und beim Aussteigen nicht länger im Blickfeld der Eltern. Nachdem Kleinkinder oft während der Autofahrt einschlafen, bleiben Hinweisreize, die daran erinnern, dass das Kind im Auto ist, aus. Die Veränderung der Platzierung von Kindersitzen hat dazu geführt, dass die Todesfälle aufgrund auslösender Airbags abnehmen, wohingegen die Tode durch Hyperthermie häufiger werden. Die meisten Kinder, die einem Hitzetod in Autos erliegen, befinden sich in nach hinten ausgerichteten Kindersitzen und sind unter zwei Jahre alt.

## Prävention
Die beiden größten Verbände von Autoherstellern auf dem US-Markt haben angekündigt, alle von ihnen produzierten Pkw-Modelle bis spätestens 2025 standardmäßig mit einer Rücksitz-Alarmfunktion auszustatten. Diese Maßnahme soll dazu beitragen, zu verhindern, dass Kinder auf dem Rücksitz vergessen werden. Bereits seit 2022 werden diese Erinnerungssysteme schrittweise eingeführt.
Seit 2019 ist es in Italien gesetzlich vorgeschrieben, für Kinder unter drei Jahren einen Kindersitz mit Alarmsystem zu verwenden.
Dabei befindet sich unterhalb des Kindersitzes ein Sensor, der mit einer Smartphone-App verknüpft ist und einen Alarm auslöst, wenn der Fahrer sich vom Auto entfernt, während sich das Kind noch im Kindersitz befindet.
Bei Verwendung von nicht vorschriftsgemäßen Kindersitzen drohen Geldstrafen in der Höhe von 83 € bis 333 €. Bei wiederholten Verstößen innerhalb von zwei Jahren kann außerdem ein Fahrverbot von mindestens 15 Tagen verhängt werden. Allerdings gilt die Vorschrift nur für in Italien zugelassene Fahrzeuge.

### Präventionsstrategien für Eltern
Auch Erinnerungsstrategien können sinnvolle Maßnahmen sein, um das versehentliche Vergessen eines Kindes auf dem Rücksitz zu vermeiden. Dazu können bewusst Kindersachen, beispielsweise Spielzeug, auf den Beifahrersitz gelegt werden, oder Klebezettel als Erinnerungshilfe anzubringen, die beim Aussteigen in das Blickfeld geraten. Es kann außerdem nützlich sein, sich routinemäßig anzugewöhnen, beim Aussteigen einen Blick auf den Rücksitz zu werfen, unabhängig davon, ob das Kind mit im Auto ist oder nicht.
Weitere Präventionsstrategien sind die Platzierung persönlicher Gegenstände (z. B. Handtasche) auf dem Rücksitz, Minimierung von Ablenkung während der Fahrt (z. B. kein Telefonieren) und die Montage des Kindersitzes in der Mitte oder auf der linken Seite der Rückbank, sodass das Kind im Rückspiegel besser sichtbar ist. Eltern und Betreuungspersonen können sich auch gegenseitig daran erinnern, ob das Kind wirklich abgesetzt wurde. Auch Vereinbarungen mit Kinderbetreuungseinrichtungen können sinnvoll sein, sodass diese die Eltern benachrichtigen, falls das Kind bis zu einem gewissen Zeitpunkt nicht in der Einrichtung erscheint.

## Empfehlungen für Passanten
Passanten haben verschiedene Möglichkeiten, Maßnahmen zu ergreifen, wenn sie ein im Fahrzeug zurückgelassenes Kind bemerken, um dessen Sicherheit sicherzustellen:
- Beurteilung des Zustandes des Kindes: Stellen Sie fest, ob sich das Kind in akuter Gefahr befindet. Sollte dies nicht der Fall sein, ist es sinnvoll die Fahrzeugdaten zu notieren und in umliegenden Geschäften nach dem Besitzer des Fahrzeugs zu suchen.
- Behörden informieren: Da die Sicherheit des Kindes an oberster Stelle steht, sollte Kontakt zu den Behörden hergestellt werden, falls es nicht möglich ist, den Besitzer des Fahrzeugs rasch zu finden.
- Kind in akuter Notlage: Sollte sich ein Kind in akuter Gefahr befinden oder Anzeichen von Überhitzung zeigen, sollten Dritte hinzugezogen werden, um die Situation zu evaluieren. In einem Notfall, der eine Rettung erforderlich macht, wird empfohlen, das Fenster, das am weitesten vom Kind entfernt ist, zu zerbrechen. Anschließend sollte das Kind in eine schattige oder klimatisierte Umgebung gebracht und falls möglich, mit Wasser versorgt werden. Bei Verdacht auf einen Hitzschlag sollte das Kind unverzüglich in ein Krankenhaus gebracht werden.
- Ruhe bewahren: Stresssituationen wie diese können zu überstürzten Handlungen führen, die die Lage möglicherweise verschlimmern. Aus diesem Grund ist es wichtig, ruhig zu bleiben und gegebenenfalls das Eintreffen der zuständigen Behörden abzuwarten.[27]